# CDKN1B
O inibidor de quinase dependente de ciclina 1B (p27Kip1) é um inibidor de enzima que em humanos é codificado pelo gene CDKN1B. Codifica uma proteína que pertence à família Cip/Kip de proteínas inibidoras da quinase dependente de ciclina (Cdk). A proteína codificada liga-se e previne a activação dos complexos ciclina E - CDK2 ou ciclina D - CDK4 e, assim, controla a progressão do ciclo celular em G1. É frequentemente referida como uma proteína inibidora do ciclo celular porque a sua principal função é interromper ou desacelerar o ciclo de divisão celular.

## Interacções
Está observado que o CDKN1B interage com:
- AKT1,[2]
- CKS1B,[3][4]
- Cyclin D3,[5][6][7]
- Cyclin E1,[8][9]
- Quinase dependente de ciclina 2,[8][10][11][12][13]
- Quinase dependente de ciclina 4,[5][14]
- Grb2,[15]
- NUP50[16]
- SKP2,[2][3][4]
- SPDYA,[10] e
- XPO1.[8][17]

## 35em
1. ↑  Polyak K, Lee MH, Erdjument-Bromage H, Koff A, Roberts JM, Tempst P, Massagué J (agosto de 1994). «Cloning of p27Kip1, a cyclin-dependent kinase inhibitor and a potential mediator of extracellular antimitogenic signals». Cell. 78: 59–66. PMID 8033212. doi:10.1016/0092-8674(94)90572-X
2. 1 2  Fujita N, Sato S, Katayama K, Tsuruo T (2002). «Akt-dependent phosphorylation of p27Kip1 promotes binding to 14-3-3 and cytoplasmic localization». J. Biol. Chem. 277 (32): 28706–13. PMID 12042314. doi:10.1074/jbc.M203668200
3. 1 2  Wang W, Ungermannova D, Chen L, Liu X (2003). «A negatively charged amino acid in Skp2 is required for Skp2-Cks1 interaction and ubiquitination of p27Kip1». J. Biol. Chem. 278 (34): 32390–6. PMID 12813041. doi:10.1074/jbc.M305241200
4. 1 2  Sitry D, Seeliger MA, Ko TK, Ganoth D, Breward SE, Itzhaki LS, Pagano M, Hershko A (2002). «Three different binding sites of Cks1 are required for p27-ubiquitin ligation». J. Biol. Chem. 277 (44): 42233–40. PMID 12140288. doi:10.1074/jbc.M205254200
5. 1 2  Lin J, Jinno S, Okayama H (2001). «Cdk6-cyclin D3 complex evades inhibition by inhibitor proteins and uniquely controls cell's proliferation competence». Oncogene. 20 (16): 2000–9. PMID 11360184. doi:10.1038/sj.onc.1204375
6. ↑  Rual JF, Venkatesan K, Hao T, Hirozane-Kishikawa T, Dricot A, Li N, Berriz GF, Gibbons FD, Dreze M, Ayivi-Guedehoussou N, Klitgord N, Simon C, Boxem M, Milstein S, Rosenberg J, Goldberg DS, Zhang LV, Wong SL, Franklin G, Li S, Albala JS, Lim J, Fraughton C, Llamosas E, Cevik S, Bex C, Lamesch P, Sikorski RS, Vandenhaute J, Zoghbi HY, Smolyar A, Bosak S, Sequerra R, Doucette-Stamm L, Cusick ME, Hill DE, Roth FP, Vidal M (2005). «Towards a proteome-scale map of the human protein-protein interaction network». Nature. 437 (7062): 1173–8. Bibcode:2005Natur.437.1173R. PMID 16189514. doi:10.1038/nature04209
7. ↑  Zhang Q, Wang X, Wolgemuth DJ (1999). «Developmentally regulated expression of cyclin D3 and its potential in vivo interacting proteins during murine gametogenesis». Endocrinology. 140 (6): 2790–800. PMID 10342870. doi:10.1210/endo.140.6.6756
8. 1 2 3  Connor MK, Kotchetkov R, Cariou S, Resch A, Lupetti R, Beniston RG, Melchior F, Hengst L, Slingerland JM (2003). «CRM1/Ran-mediated nuclear export of p27(Kip1) involves a nuclear export signal and links p27 export and proteolysis». Mol. Biol. Cell. 14 (1): 201–13. PMC 140238. PMID 12529437. doi:10.1091/mbc.E02-06-0319
9. ↑  Shanahan F, Seghezzi W, Parry D, Mahony D, Lees E (1999). «Cyclin E associates with BAF155 and BRG1, components of the mammalian SWI-SNF complex, and alters the ability of BRG1 to induce growth arrest». Mol. Cell. Biol. 19 (2): 1460–9. PMC 116074. PMID 9891079. doi:10.1128/mcb.19.2.1460
10. 1 2  Porter LA, Kong-Beltran M, Donoghue DJ (2003). «Spy1 interacts with p27Kip1 to allow G1/S progression». Mol. Biol. Cell. 14 (9): 3664–74. PMC 196558. PMID 12972555. doi:10.1091/mbc.E02-12-0820
11. ↑  Youn CK, Cho HJ, Kim SH, Kim HB, Kim MH, Chang IY, Lee JS, Chung MH, Hahm KS, You HJ (2005). «Bcl-2 expression suppresses mismatch repair activity through inhibition of E2F transcriptional activity». Nat. Cell Biol. 7 (2): 137–47. PMID 15619620. doi:10.1038/ncb1215
12. ↑  Law BK, Chytil A, Dumont N, Hamilton EG, Waltner-Law ME, Aakre ME, Covington C, Moses HL (2002). «Rapamycin potentiates transforming growth factor beta-induced growth arrest in nontransformed, oncogene-transformed, and human cancer cells». Mol. Cell. Biol. 22 (23): 8184–98. PMC 134072. PMID 12417722. doi:10.1128/MCB.22.23.8184-8198.2002
13. ↑  Rosner M, Hengstschläger M (2004). «Tuberin binds p27 and negatively regulates its interaction with the SCF component Skp2». J. Biol. Chem. 279 (47): 48707–15. PMID 15355997. doi:10.1074/jbc.M405528200
14. ↑  Cariou S, Donovan JC, Flanagan WM, Milic A, Bhattacharya N, Slingerland JM (2000). «Down-regulation of p21WAF1/CIP1 or p27Kip1 abrogates antiestrogen-mediated cell cycle arrest in human breast cancer cells». Proc. Natl. Acad. Sci. U.S.A. 97 (16): 9042–6. Bibcode:2000PNAS...97.9042C. PMC 16818. PMID 10908655. doi:10.1073/pnas.160016897
15. ↑  Sugiyama Y, Tomoda K, Tanaka T, Arata Y, Yoneda-Kato N, Kato J (2001). «Direct binding of the signal-transducing adaptor Grb2 facilitates down-regulation of the cyclin-dependent kinase inhibitor p27Kip1». J. Biol. Chem. 276 (15): 12084–90. PMID 11278754. doi:10.1074/jbc.M010811200
16. ↑  Smitherman M, Lee K, Swanger J, Kapur R, Clurman BE (2000). «Characterization and targeted disruption of murine Nup50, a p27(Kip1)-interacting component of the nuclear pore complex». Mol. Cell. Biol. 20 (15): 5631–42. PMC 86029. PMID 10891500. doi:10.1128/MCB.20.15.5631-5642.2000
17. ↑  Ishida N, Hara T, Kamura T, Yoshida M, Nakayama K, Nakayama KI (2002). «Phosphorylation of p27Kip1 on serine 10 is required for its binding to CRM1 and nuclear export». J. Biol. Chem. 277 (17): 14355–8. PMID 11889117. doi:10.1074/jbc.C100762200